# 藤永孝三
藤永 孝三（ふじなが こうぞう）は、元オウム真理教幹部。

## 人物
山口県出身。1984年、フェザー級のボクサーとしてデビューするが翌年に引退。その後オウムに入信し、溶接の経験があることから松本サリン事件で使用されたサリン噴霧車の製造に関わる。
1995年4月24日に微罪で逮捕、5月8日には火薬類取締法違反で再逮捕。松本サリン事件の噴霧車製造関与で懲役10年判決を受ける。
松本サリンの被害者河野義行の手記『妻よ！』を読んだこともあり、2006年の出所後に河野義行と会う。河野は怒るどころか「あなたも運が悪かったねえ」と語り、一緒に釣りをするまでの仲となった。贖罪のため、河野宅の庭の剪定を行っている。